# Thợ săn cổ vật
Thợ săn cổ vật  (tựa gốc tiếng Anh: Uncharted) là phim điện ảnh Mỹ thuộc thể loại hành động, phiêu lưu do đạo diễn Ruben Fleischer thực hiện, cùng với các biên kịch Rafe Lee Judkins, Art Marcum và Matt Holloway. Phim ra mắt 2022, dựa trên sê-ri trò chơi điện tử cùng tên do hãng Naughty Dog phát triển. Phim có sự tham gia của Tom Holland, vai Nathan Drake và Mark Wahlberg, vai Victor Sullivan. Một số diễn viên phụ khác gồm có Sophia Ali, Tati Gabrielle và Antonio Banderas.
Dự án phim được phát triển từ năm 2008, khi nhà sản xuất Avi Arad cho biết ông đã hợp tác với hãng Sony Pictures để thực hiện một tác phẩm điện ảnh chuyển thể từ trò chơi điện tử Uncharted. Trong một thời gian dài, dự án rơi vào bế tắc sản xuất, với nhiều đạo diễn, biên kịch và diễn viên khác nhau tham gia rồi rời bỏ. Ban đầu, David O. Russell, Neil Burger, Seth Gordon, Shawn Levy, Dan Trachtenberg và Travis Knight vốn đã được lựa chọn cho việc sản xuất và đạo diễn, trong khi Mark Wahlberg vào vai chính Drake. Tuy vậy, vào tháng 5 năm 2017, Tom Holland đã được chọn thay thế cho Wahlberg, tới đầu năm 2020, hãng phim cũng thông báo đổi đạo diễn mới là Ruben Fleischer. Quá trình ghi hình phim bắt đầu từ tháng 3 đến tháng 10 năm 2020, tại phim trường Babelsberg Studio ở Berlin và một số địa điểm ở Tây Ban Nha, Đông Nam Á.
Uncharted được công chiếu lần đầu tại Barcelona vào ngày 7 tháng 2 năm 2022, và dự kiến phát hành rộng rãi vào ngày 18 cùng tháng.

## Phân vai
- Tom Holland vai Nathan Drake
  - Tiernan Jones vai Nathan khi nhỏ.
- Mark Wahlberg vai Victor "Sully" Sullivan
- Antonio Banderas vai Santiago Moncada
- Sophia Ali vai Chloe Frazer
- Tati Gabrielle vai Jo Braddock
- Rudy Pankow vai Samuel "Sam" Drake[5][6][7]

## Phát hành
Uncharted công chiếu lần đầu tiên tại Barcelona, Spain vào ngày 7 tháng 2 năm 2022. Phim dự kiến được Sony Pictures Releasing ra rạp chính thức vào ngày 18 tháng 2, ở các định dạng IMAX, Dolby Cinema và 4DX. Ngày lên lịch gốc là 10 tháng 6 năm 2016, nhưng sau đó phim được lùi tới 30 tháng 6 năm 2017. Phim tiếp tục được rời lịch sang 18 tháng 12 năm 2020 và sau đó là 5 tháng 3 năm 2021. Trong năm 2021, do sự ảnh hưởng của dịch Covid, phim được lùi tới 8 tháng 10, rồi đẩy lên 16 tháng 7. Phim cuối cùng được ấn định ra mắt vào 18 tháng 2 năm 2022.
Ngày 12 tháng 3 năm 2022, Cục Điện ảnh Việt Nam thông báo cấm chiếu bộ phim này trên lãnh thổ Việt Nam do có chứa hình ảnh Đường chín đoạn (hay còn gọi là đường lưỡi bò). Quyết định do Hội đồng thẩm định và phân loại phim Quốc gia đưa ra sau buổi kiểm duyệt phim gần đây.

## Âm nhạc
Tất cả nhạc phẩm được soạn bởi Ramin Djawadi.
| STT | Nhan đề                           | Thời lượng |
| --- | --------------------------------- | ---------- |
| 1.  | "Uncharted Main Titles"           | 3:05       |
| 2.  | "Life on the Rules"               | 2:32       |
| 3.  | "Drake's Fortune"                 | 3:44       |
| 4.  | "Fight on the Missile"            | 2:44       |
| 5.  | "City Has Risen"                  | 3:04       |
| 6.  | "Sully's Crashed"                 | 4:18       |
| 7.  | "Take Change"                     | 2:28       |
| 8.  | "Breakdown in Moncada"            | 4:59       |
| 9.  | "Nathan, Chloe, and Sully"        | 8:27       |
| 10. | "Nathan Drake's Plane"            | 5:07       |
| 11. | "Nathan and Chloe's Treasure"     | 3:12       |
| 12. | "Discovering Elcano"              | 6:26       |
| 13. | "Escaping Ambushed"               | 3:59       |
| 14. | "Hiding the Plane"                | 1:26       |
| 15. | "Fight on the Parachute"          | 1:49       |
| 16. | "Knocked in the Plane"            | 2:13       |
| 17. | "Magellan Ships"                  | 1:49       |
| 18. | "Braddock Meets Nathan and Sully" | 2:32       |
| 19. | "Helicopter Lies the Forced"      | 1:40       |
| 20. | "Defense on the Run"              | 5:11       |
| 21. | "The Ship Breaks"                 | 3:15       |
| 22. | "Boat on the Escape"              | 5:28       |